# 艾哈邁德·塔斯尼姆
艾哈迈德·塔斯尼姆（1935年—），是一名巴基斯坦海军的退役中將。他以指挥一艘潜艇“漢果”號（PNS Hangor）而闻名。1971年12月8日，在第三次印巴戰爭中，在印度古吉拉特邦的迪乌附近，这艘潜艇击沉了印度海軍的“庫克里”号巡防艦（INS Kukri）。
这是第二次世界大战以来的第一次擊沉軍艦的記錄，下一次要等到英國皇家海军的“征服者”號核潛艇在20世纪80年代的福克兰群岛战争中击沉阿根廷海軍巡洋舰“贝尔格拉诺将军”號。20世纪90年代，他在海军服役期间被任命为卡拉奇港口信托基金和巴基斯坦国家航运公司的董事长，直到1994年退休。